# Église Saint-Gildard de Vaux-sur-Somme
L'église Saint-Gildard de Vaux-sur-Somme est situé au centre du village de Vaux-sur-Somme dans le département de la Somme, à l'est de Corbie.

## Historique
L'église paroissiale de Vaux-sur-Somme a été construite en 1828 après l'incendie qui détruisit, en 1827, une grande partie du village et la chapelle du château qui servait d'église paroissiale jusque-là.

## Caractéristiques
L'église de style néo-classique, construite en pierre calcaire, est de forme parallélépipédique. Sa très grande sobriété architecturale est caractérisée par une façade aveugle percée d'un portail encadré par deux colonnes à chapiteaux toscans surmontées d'un entablement. Le sommet de la façade est composé d'un fronton triangulaire surmonté d'un clocher quadrangulaire. Elle est éclairée de chaque côté par trois fenêtres .
L'église conserve quelques œuvres d'art protégées en tant que monuments historiques au titre d'objet :
- un tableau de L'Annonciation, inscrit au titre des monuments historiques[2],[3].
- une statue de sainte Colette en bois peint du XIXe siècle[4] ;
- une statue de saint Nicolas en bois peint du XIXe siècle[5],[6].

## Photos

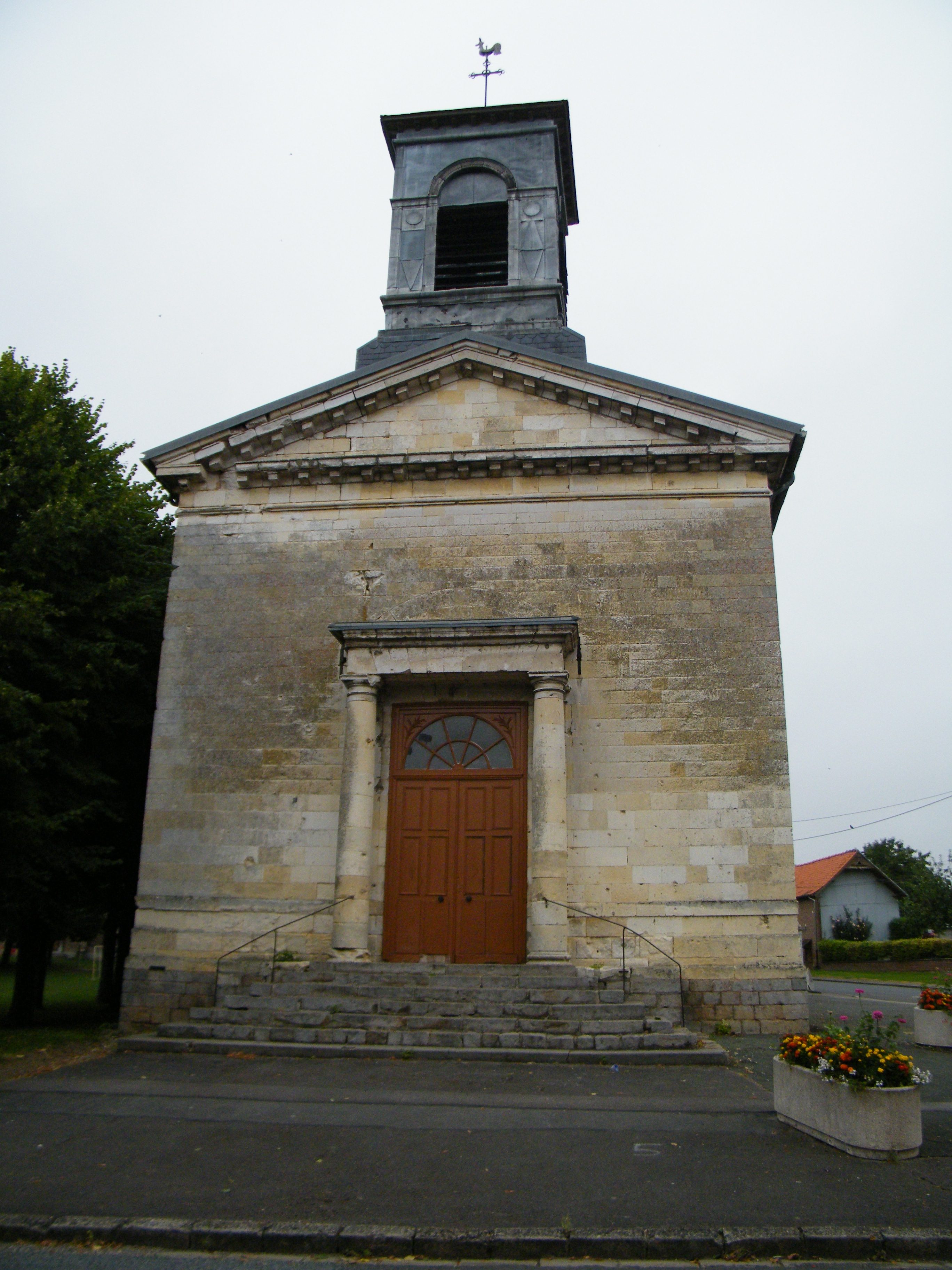
Vue de l'entrée.
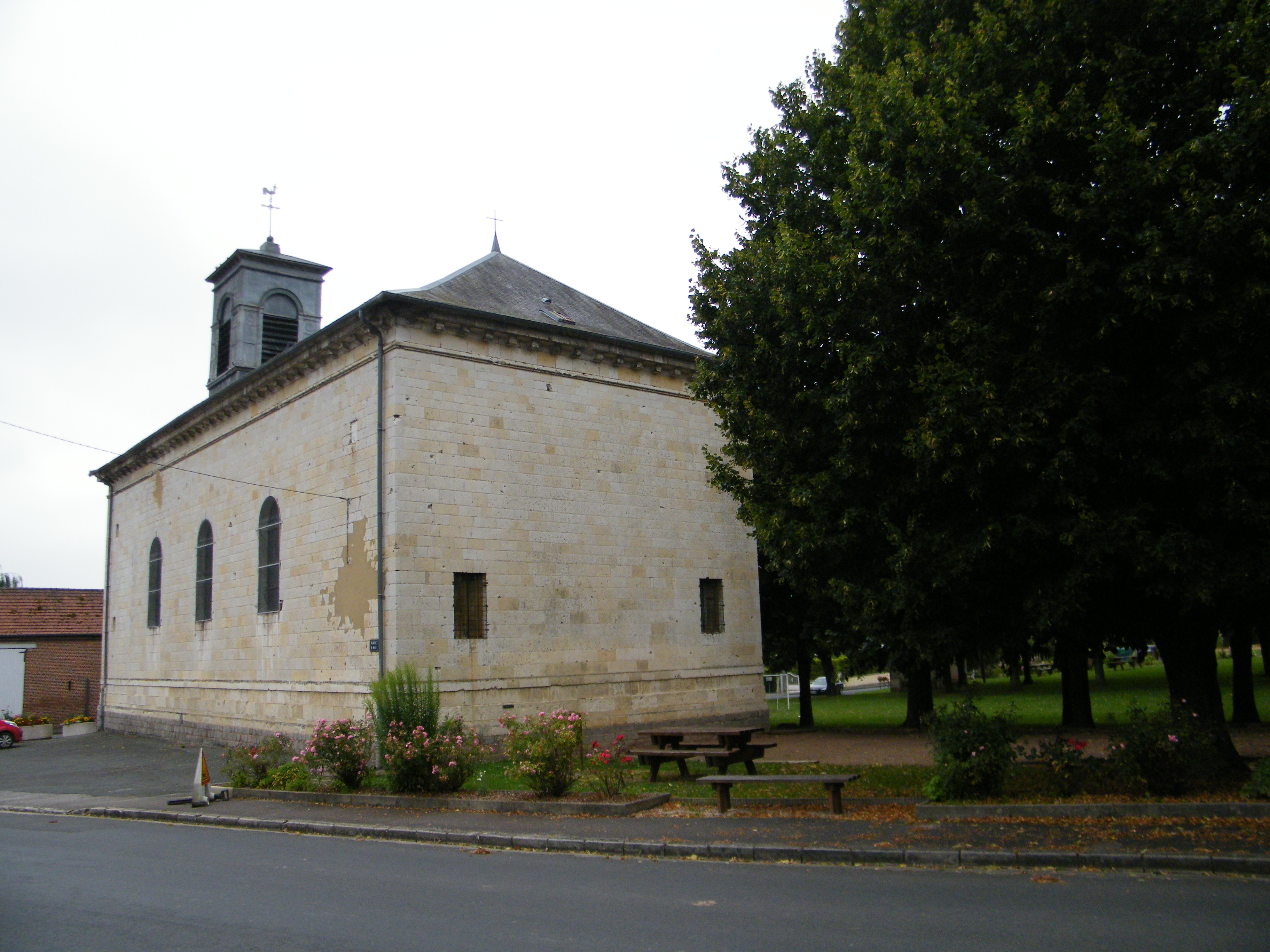
Vue de l'arrière.